# 23 décembre 1993
Le jeudi 23 décembre 1993 est le 357e jour de l'année 1993.

## Naissances
- Claudio Baeza, joueur de football chilien
- Delano Williams, athlète des Îles Turques-et-Caïques, spécialiste du sprint
- Emmanuel Stockbroekx, joueur de hockey sur gazon international belge
- Felix Großschartner, coureur cycliste autrichien
- Jasmine Todd, athlète américaine, spécialiste des épreuves de sprint
- Nicolae Tanovitchii, coureur cycliste moldave
- Riho Otake, joueuse de volley-ball japonaise
- Roelf Pienaar, athlète sud-africain
- Shlomit Malka, mannequin israélienne

## Décès
- Albert-Paul Lentin (né le 28 août 1923), journaliste français
- Bob Davidson (né le 19 juillet 1928), arbitre écossais de football
- Gertrude Blom (née le 7 juillet 1901), journaliste, ethnologue et photographe suisse
- James Ellison (né le 4 mai 1910), acteur américain
- Jean Maréchal (né le 27 février 1910), cycliste français
- Sveinbjörn Beinteinsson (né le 4 juillet 1924), fermier, poète, chanteur et chef spirituel païen islandais
- Sylvia Bataille (née le 1er novembre 1908), actrice française

## Événements
- Publication de Chasse à l'homme
- Création des communautés de communes suivante : 
  - de la Région de Couhé
  - du Bocage d'Athis
  - du Bocage de Passais-la-Conception
  - du Martoulet
  - du Montmorillonnais
  - du Pays d'Aigre
  - du Pays d'Orthe
  - du Pays de Lauzun
  - du Seignanx